# Forse che sì forse che no (film 1920)
Forse che sì forse che no è un film del 1920 diretto da Gaston Ravel.